# 2878 Panacea
2878 Panacea је астероид главног астероидног појаса чија средња удаљеност од Сунца износи 3,048 астрономских јединица (АЈ).
Апсолутна магнитуда астероида је 11,7.